# Історія Хмельницької області
Хмельниччина знаходиться на стику великих історико-географічних країв — Правобережжя і Західної України (до якої входить і сама). У вужчому розумінні територія області належить до Волині (північна частина, приблизно до річки Случ) і Поділля (середня і південна частини) і є пограниччям останнього з Галичиною на заході та Буковиною і Бессарабією на півдні. В минулому Волинь і Поділля (як і сусідні землі) входили до складу одних і тих же або різних держав; південні і західні межі сучасної області тривалий час були державними кордонами.
У XI ст. середня Наддністрянщина, що з XII ст. відома в літописах під назвою Пониззя, входила до Теребовлянського князівства, а з 1141 року — до Галицького. В цей же час землі середньої і північної частин сучасної Хмельниччини належали Київському князівству. В 1199 році вся територія області увійшла до Галицько-Волинського князівства. Невелика територія на сході області (в басейнах Південного Бугу і Случі) разом з прилеглими землями сучасної Вінниччини і Житомирщини відома в XII–XIII ст. під назвою Болохівської землі, князі якої були прихильниками феодальної роздробленості. У 1241 році Данило Галицький прилучив Болохівську землю до Галицько-Волинського князівства.
Після падіння Руської держави на території між середньою течією Дністра і верхів'ям Південного Бугу існувало політичне утворення з центром у місті Бакота (донедавна — однойменне село в Кам'янець-Подільському районі, знесене при створенні Дністровського водосховища), яке служило буферною зоною між Золотою Ордою та Галицько-Волинською державою.
У другій половині XIV ст. спочатку Волинь, а пізніше й Поділля (1362 рік) потрапили під владу Литви і були в ній до середини XV ст. автономними князівствами. В 1430–1434 роках Західне Поділля відійшло до Польщі (утворено Подільське воєводство з центром у Кам'янці), а після Люблінської унії 1569 року до неї перейшло й Волинське воєводство.
На території області відбувались активні військові дії під час визвольної війни українського народу проти шляхетської Польщі під проводом Богдана Хмельницького (битви під Пилявцями і Старокостянтиновом у 1648 році; під Жванцем у 1653 році). Однак за угодою 1667 року Поділля і Волинь залишились за Польщею і перебували в її складі до 1793 року (за винятком 1672–1699 років, коли Поділля було захоплене турками).
У 1793 році Правобережна Україна була приєднана до Росії. Землі області відійшли до Волинської та Подільської губерній. З цього часу річка Збруч майже на півтора століття «перекроїла» суцільну українську етнічну територію, ставши кордоном між Російською та Австро-Угорською імперіями (до 1917 року), межею між проголошеними, але не до кінця з реалізованими у вихорі воєнних подій 1917–1919 років, Українською та Західноукраїнською Народними Республіками, кордоном між Україною та Польщею (1920–1939 років). Дністер же в 1918–1940 роках відділяв Україну від Румунії.
У радянський час (1923 рік) в Подільській губернії на території сучасної Хмельницької області створено Кам'янецьку і Проскурівську, у Волинській — Шепетівську округи. У 1925 році ліквідовано губернський поділ, а 22 вересня 1937 року на території названих округ створено Кам'янець-Подільську область. В 1941 році обласний центр перенесено до міста Проскурів, однак область ще тривалий час носила стару назву. З перейменуванням у 1954 році Проскурова на Хмельницький область отримала нинішню назву. У роки перед ІІ світовою війною Хмельниччина з прикордонної стала внутрішньою областю в країні. Вузька смуга Чернівецької області на півдні відділяє її від Молдови (10 км по прямій лінії) і Румунії (24 км), значно далі «відсунулись» на захід кордони Польщі (165—240 км).
У 2022-23 роках область прийняла значну частину ВПО.